# Everything you've come to expect (album)
Everything you've come to expect (2016) is het tweede album van The Last Shadow Puppets. Het album is geproduceerd door James Ford en is opgenomen in de Shangri La Studios in Malibu (Californië). Naast Alex Turner en Miles Kane hebben James Ford en Zach Dawes meegewerkt aan het album.

## Cover
Op de cover staat Tina Turner, de foto werd gemaakt door Jack Robinson in november 1969 in New York.

## Nummers
1. Aviation
2. Miracle Aligner
3. Dracula Teeth
4. Everything you've come to expect
5. The Element of Surpise
6. Bad Habits
7. Sweet Dreams, TN
8. Used to be my girl
9. She does the woods
10. Pattern
11. The Dream Synopsis
12. The Bourne Identity (digitale bonus track)